# Erastus Foote

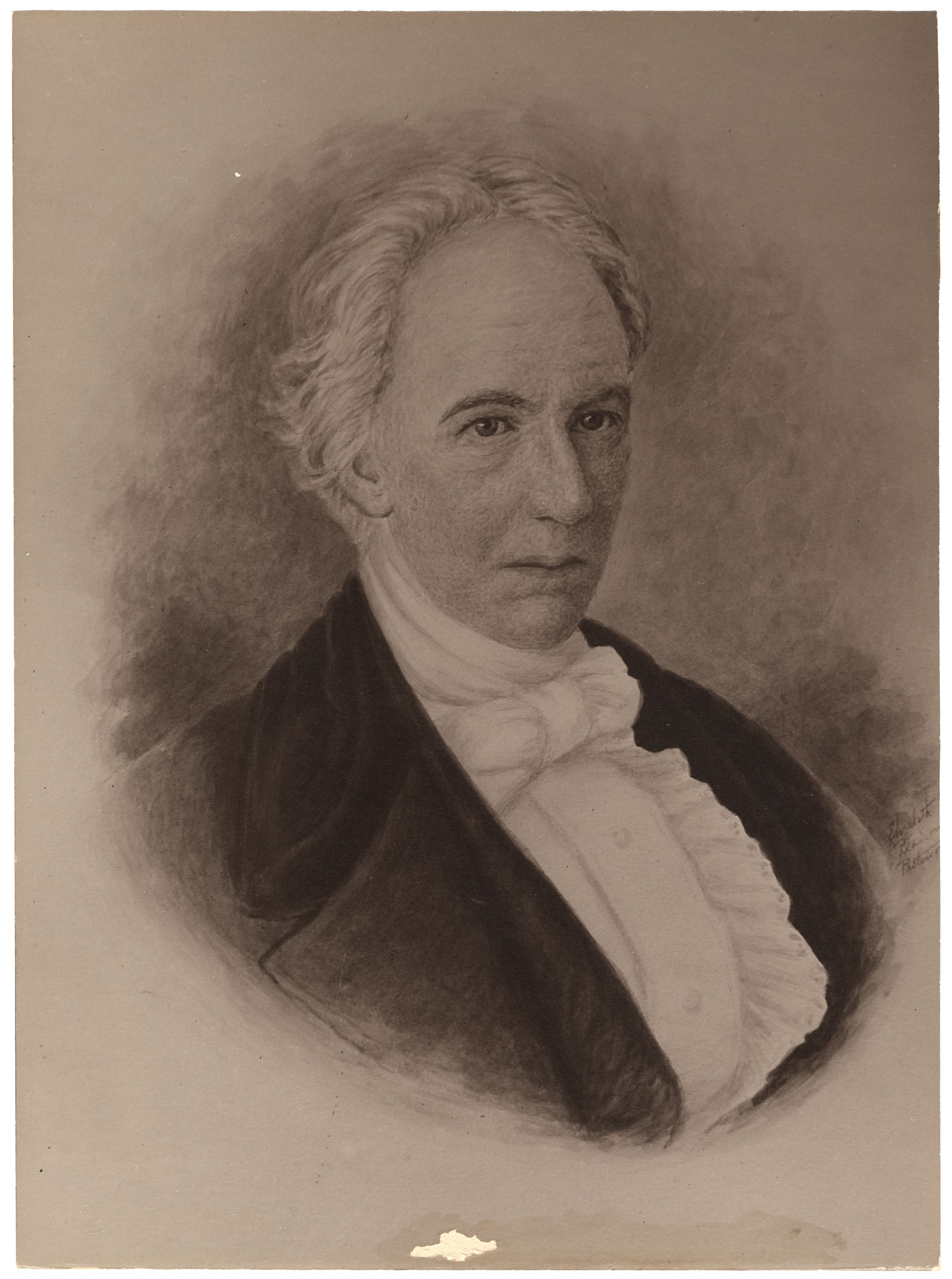
Erastus Foote

Erastus Foote (* 19. September 1777 in Waterbury, Connecticut; † 14. Juli 1856 Wiscasset, Maine) war ein US-amerikanischer Anwalt und Politiker, außerdem von 1820 bis 1831 der erste Maine Attorney General. Er gehörte der Abolitionismus-Bewegung an und war ein Unterstützer der Underground Railroad.

## Leben
Erastus Foote wurde als Sohn von Obed Foote und Mary Todd Foote geboren. Er studierte bei Samuel Hiockley in Northampton, Massachusetts Recht und wurde im Jahr 1800 als Anwalt zugelassen. Er eröffnete eine Kanzlei in Concord zog im dann nach Camden, Maine, wo er ebenfalls als Anwalt arbeitete. Im Jahr 1811 wurde er als County Attorney des Lincoln Countys ernannt.
Foote diente im Rang eines Colonels für die Miliz von Massachusetts im Britisch-Amerikanischen Krieg von 1812.
1812 wurde Foote als Mitglied der Demokratisch-Republikanischen Partei in den Senat von Massachusetts gewählt. Da zu dieser Zeit Maine noch zu Massachusetts gehörte. Dem Repräsentantenhaus von Massachusetts gehört er in der Amtsperiode ab 1819 an, als Maine in die Selbständigkeit strebte. Foote unterstützte diese Bestrebungen und als dies im Jahr 1820 erreicht war und Maine ein eigenständiger Bundesstaat, wurde Foote direkt in den Senat von Maine gewählt und zum Attorney General von Maine ernannt. Im Amt bestätigt wurde er im Jahr 1824 und im Jahr 1828. In das Repräsentantenhaus von Maine wurde er im Jahr 1840 gewählt.
Erastus Foote heiratete im Jahr 1812 in erster Ehe Susan Carlton (1796–1817), eine Tochter von Moses Carlton. Sie hatten zwei Töchter und einen Sohn. Nach ihrem Tod heiratete er im Jahr 1820 ihre Schwester Eliza Carlton (1798–1880). Sie hatten vier gemeinsame Kinder, einen Sohn und drei Töchter.